# Adam Gontier
Adam Wade Gontier (* 25. května 1978 Peterborough, Ontario) je kanadský zpěvák, skladatel, textař, kytarista a frontman skupiny Three Days Grace.

## Životopis
Díky matčině vlivu v dětství poslouchal všechny hudební směry. Nejvíce ho ale zaujaly skupiny jako Pearl Jam, Alice in Chains, The Beatles a Jeff Buckley. Do hudby se hluboce zamiloval a na kytaru začal hrát v šesti letech.
Navštěvoval Norwoodskou střední školu, kde se seznámil s Neilem Sandersonem a Bradem Walstem a s nimi založil skupinu Groundswell, která se později přejmenovala na Three Days Grace.
Groundswell vydalo album s názvem Way of Popular Feelings a o pár let později se skupina rozhodla přestěhovat do Toronta, kde pokračovala v hudební kariéře. V roce 2003 se ke skupině přidal hlavní kytarista Barry Stock. V této sestavě kapela vydala čtyři alba, Three Days Grace (2003), One X (2006), Life Starts Now (2009) a Transit of Venus (2012). Se skupinou hrál až do prosince 2012. Dne 21. prosince 2012 napsal zbylým členům kapely Three Days Grace dopis, ve kterém řekl, že ze zdravotních důvodů odchází.
V roce 2015 vydal debutové album s novou skupinou Saint Asonia, spolu s kytaristou ze Staind, Mikem Mushokem, Richem Beddoe a Coreym Lowerym.
V roce 2023 se objevil na koncertě své bývalé skupiny Three Days Grace. Následující rok se do skupiny po více než deseti letech vrátil. Ve skupině se začal dělit o zpěv se zpěvákem Mattem Walstem, který jej v roce 2013 nahradil. Kapela dále oznámila vydání nového alba Alienation.
Kromě své práce s Three Days Grace a Saint Asonia spolupracoval také s dalšími kapelami, jako jsou Art of Dying, Apocalyptica, Breaking Benjamin, Skillet a Thousand Foot Krutch.

### Osobní život
Adam Gontier se v květnu 2004 oženil s Naomi Faith Brewerovou. Manželé se rozvedli v roce 2013. V březnu 2015 se oženil s Jeanie Marie Larsenovou. Jeho bratranec Cale Gontier je baskytaristou kapel Art of Dying a Saint Asonia.

### Zdravotní problémy
V roce 2005 nastoupil do rehabilitačního centra v Torontu, kde napsal mnoho písní pro album One-X, včetně „Pain“, „Animal I Have Become“, „Get Out Alive“, „Over and Over“, „Never Too Late“ a „Gone Forever“.
V roce 2007 byl uveden dokumentární film o jeho závislosti s názvem Behind the Pain. Adam Gontier otevřeně hovoří o svých problémech s duševním zdravím. Uvedl, že v roce 2017 měl recidivu a nastoupil do léčebného centra. Od té doby je střízlivý.

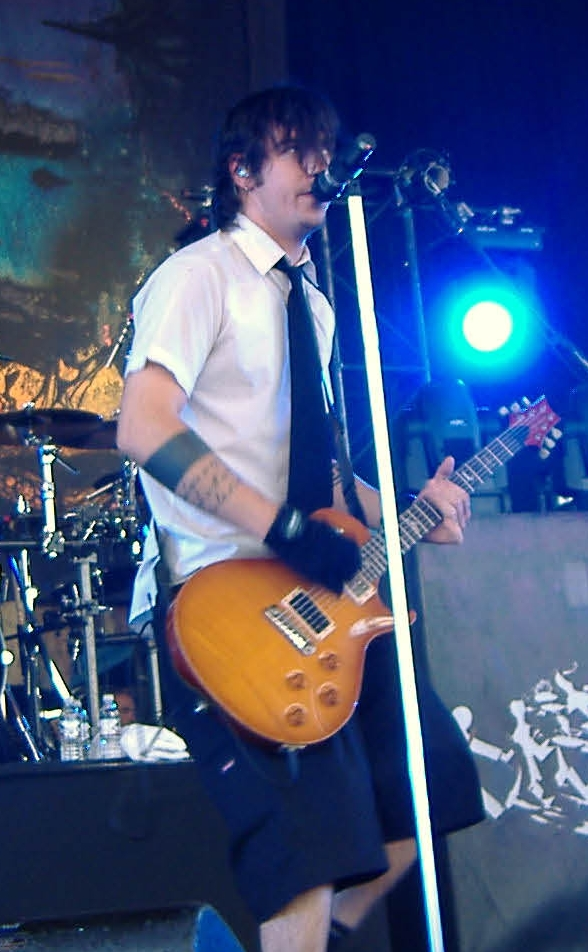
Adam Gontier v roce 2006

## Diskografie

#### Three Days Grace
- Three Days Grace (2003)
- One-X (2006)
- Life Starts Now (2009)
- Transit of Venus (2012)
- Alienation (2025)

#### Saint Asonia
- Saint Asonia (2015)
- Flawed Design (2019)
- Introvert/Extrovert (2022)